# كريستيان غروس
كريستيان غروس (بالفرنسية: Christian Gross) هو لاعب ومدرب كرة قدم سويسري، لعب في مركز الدفاع ودرب أندية عديدة منها توتنهام الإنجليزي وبازل السويسري والأهلي السعودي والزمالك المصري وحقق ألقاب معهم.

## مسيرته كلاعب
بدأ غروس مسيرته كمدافع في نادي جراسهوبرز السويسري ولعب هناك بين 1973 و1975 ثم لعب للوزان سبورت ونيوشاتل السويسريين، قبل أن يحترف في بوخوم الألماني بين 1980 و1982 ويعود لسويسرا للعب لسان جالين ولوجانو ويعتزل في 1988.

## مسيرته كمدرب

### نادي ويل
بدأ غروس مسيرته التدريبية مع نادي ويل السويسري بين 1988 و1993 أخذ جروس نادي ويل من دوري الدرجة الرابعة للدرجة الثانية.

### نادي جراسهوبرز
قاد غروس نادي جراسهوبرز في عام 1993، وحصد 3 بطولات، لقبان للدوري وآخر للكأس، واستمرت مسيرة جروس مع جراسهوبرز حتى 1997.

### نادي توتنهام
تولى قيادة نادي توتنهام في 1997 لمدة 9 أشهر ولم يحقق معه نجاحات.

### نادي بازل
في 1998 تولى قيادة بازل السويسري، وفاز بـ4 ألقاب للدوري و4 للكأس وقدم أداء رائعا في دوري أبطال أوروبا في موسم 2002/2003 وخرج من دور المجموعات الثاني بعد تعادلين مع ليفربول وفوز على يوفنتوس وتعادل آخر مع مانشستر يونايتد.
وصل لربع نهائي الدوري الأوروبي في 2006 قبل رحيله عن بازل في 2009.

### نادي شتوتغارت
في ديسمبر 2009 تولى جروس مسؤولية شتوتجارت الألماني حيث تأهل في موسمه الأول إلى الدوري الأوروبي وفي شهر أكتوبر 2010 تمت إقالته.

### نادي يونغ بويز
تولى قيادة نادي يونغ بويز في سويسرا بين مايو 2011 وأبريل 2012 ولم يحقق معه نجاحات.

### النادي الأهلي السعودي
في يوليو 2014 تولى جروس تدريب النادي الأهلي السعودي، وهناك حصل على الدوري لأول مرة منذ 34 عاما بالنسبة للنادي السعودي بعد صراع مع الهلال.
وفاز جروس بين 2014 و2016 بلقب كأس الملك وكأس ولي العهد، كذلك ولم يخسر في 51 مباراة متتالية في الدوري قبل أن يرحل عن الفريق مستقيلا عقب تحقيق مسيرة رائعة فاز فيها في 59 مباراة من أصل 70 خاضها مع الفريق.
وعقب رحيله في يوليو 2016، أعاده الأهلي في أكتوبر من نفس العام بعد فسخ التعاقد مع البرتغالي خوسيه جوميز.
ولايته الثانية لم تشهد أي تتويج ولكنه فاز في 24 مباراة من أصل 37 خاضها مع الفريق، قبل أن يرحل في يونيو 2017.

### نادي الزمالك
في 2018 تولى قيادة نادي الزمالك المصري، وفاز معه بكأس السوبر المصري السعودي في 2018 على حساب الهلال وبكأس الكونفدرالية الأفريقية عام 2019.

### نادي شالكة
في 27 ديسمبر 2020 ، أصبح جروس رابع مدرب لفريق شالكه 04 خلال موسم 2020-21.

## الألقاب
| القابه كمدرب | القابه كمدرب          | القابه كمدرب | القابه كمدرب |
| عام          | النادي                | الالقاب |              |
| ------------ | --------------------- | --- | ------------ |
| 1988–1993    | نادي ويل              | الترقي إلى دوري الدرجة الأولى السويسري الترقي إلى دوري التحدي السويسري |              |
| 1993–1997    | نادي غراسهوبر زيوريخ  | 1994 – كأس سويسرا 1995 – دوري السوبر السويسري 1996 – دوري السوبر السويسري |              |
| 1997–1998    | توتنهام هوتسبير       | |              |
| 1999–2009    | نادي بازل             | 2002 – كأس سويسرا 2002 – دوري السوبر السويسري 2002 – دوري أبطال أوروبا - الصعود للدور الثاني 2003 – كأس سويسرا 2004 – دوري السوبر السويسري 2005 – دوري السوبر السويسري 2007 – كأس سويسرا 2008 – كأس سويسرا 2008 – دوري السوبر السويسري 2008 – دوري السوبر السويسري - مدرب الموسم |              |
| 2011–2012    | نادي يانغ بويز        | |              |
| 2009–2010    | نادي شتوتغارت         | |              |
| 2014–2016    | النادي الأهلي السعودي | 2014 - كأس ولي العهد السعودي 2014–15 2015 - دوري المحترفين السعودي 2015 - كأس السوبر السعودي |              |
| 2018–2019    | نادي الزمالك          | 2018 - كأس السوبر المصري السعودي 2019 - كأس الكونفيدرالية الأفريقية |              |

المصدر:

## روابط خارجية
- كريستيان غروس على موقع قاعدة بيانات كرة القدم.إي يو (الإنجليزية)
- كريستيان غروس على موقع بيانات كرة القدم. دي إي (الألمانية)
- كريستيان غروس على موقع ناشيونال فوتبول تيمز (الإنجليزية)
- كريستيان غروس على موقع عالم كرة القدم.نت (الإنجليزية)